# Leon Elshan
Leon Elshan (Ettelbruck, Luxemburgo, 22 de septiembre de 2004) es un futbolista luxemburgués que juega como delantero en el Eintracht Tréveris de la Regionalliga Südwest.

## Estadísticas

### Clubes
Actualizado al último partido disputado el 30 de marzo de 2023.
| Club                          | Div.          | Temporada     | Liga  | Liga  | Copas nacionales | Copas nacionales | Copas internacionales | Copas internacionales | Total | Total |
| Club                          | Div.          | Temporada     | Part. | Goles | Part.            | Goles            | Part.                 | Goles                 | Part. | Goles |
| ----------------------------- | ------------- | ------------- | ----- | ----- | ---------------- | ---------------- | --------------------- | --------------------- | ----- | ----- |
| Eintracht Tréveris · Alemania | 4.ª           | 2022-23       | 0     | 0     | —                | —                | —                     | —                     | 0     | 0     |
| Eintracht Tréveris · Alemania | Total club    | Total club    | 0     | 0     | 0                | 0                | 0                     | 0                     | 0     | 0     |
| Total carrera                 | Total carrera | Total carrera | 0     | 0     | 0                | 0                | 0                     | 0                     | 0     | 0     |